# Svenska mästerskapen i brottning 2025
Svenska mästerskapen i brottning 2025 arrangerades mellan den 7 och 8 februari 2025 i Borås Tennis och Boulecenter i Borås som en del av SM-veckan 2025 (vinter).

## Resultat

### Herrar

#### Grekisk-romersk stil
| Gren   | Guld               | Guld           | Silver                | Silver              | Brons                | Brons               |
| 60 kg  | Adam Silverin      | Örgryte IS     | Olivier Perez         | Spårvägen BK        | Ismail Isaev         | Alvesta BK          |
| 67 kg  | Niklas Öhlén       | Sundsvalls AIK | William Ekeroth       | Sundsvalls AIK      | Alexander Vafai      | Örgryte IS          |
| 72 kg  | Christoffer Dahlén | AIK Brottning  | Denny Chjan           | Sundsvalls AIK      | Georgios Barbanos    | AIK Brottning       |
| 77 kg  | Hugo Baff          | Limhamns BK    | Simon Borkenhagen     | Örgryte IS          | Erik Persson         | AIK Brottning       |
| 82 kg  | Albin Olofsson     | AIK Brottning  | Alexander Johansson   | Kungsbacka BK       | Alexander Gustafsson | Örgryte IS          |
| 87 kg  | Hamza Sertcanli    | Spårvägen BK   | Oskar Johansson       | Varbergs BoIS       | Anton Olsson         | BK Ore              |
| 97 kg  | Alex Kessidis      | AIK Brottning  | Aleksandar Stepanetic | AIK Brottning       | Måns Klosterman      | Norrtälje Brottning |
| 130 kg | Leon Kessidis      | AIK Brottning  | Jacob Logård          | Norrtälje Brottning | Walid Said           | AIK Brottning       |

#### Fristil
| Gren   | Guld                      | Guld             | Silver            | Silver         | Brons               | Brons            |
| 61 kg  | Abdul-Halim Tadaev        | Atlantic BK      | Pontus Bergman    | BK Atlas       | Amir Krayem         | Örgryte IS       |
| 65 kg  | Marwan Nazeer             | BK Athén         | Inaya Mozeni      | Västerås BK    | Ali-Reza Karimi     | BK Envig         |
| 70 kg  | Serhii Marchenko          | Västerås BK      | Abdullatif Khayri | Järfälla BK    | Martin Ahl          | Alebrottarna     |
| 74 kg  | Gholam Soltani            | Örebro Fight Gym | Carl Hoga Norberg | BK Athén       | Anzor Ediev         | Kaisho Kampsport |
| 79 kg  | Aslan Suleimanov          | Atlantic BK      | Ruhulla Kharoti   | Norbergs BK    | Emil Bertzell       | Oskarshamns BK   |
| 86 kg  | Salavat Abubakarov        | Atlantic BK      | Mahdi Barbari     | Heby BK        | Alireza Tajik       | IK Dana          |
| 97 kg  | Sebastian Berggren Nygren | Arboga AK        | Farhad Anosheh    | BK Atlas       | Oleksandr Pandoiev  | Västerås BK      |
| 125 kg | Walid Said                | AIK Brottning    | Vincent Petersson | Norrköpings BK | Georgios Salvaridis | AIK Brottning    |

### Damer
| Gren  | Guld             | Guld                        | Silver            | Silver         | Brons            | Brons          |
| 50 kg | Nelly Johansson  | IK Dana                     | Maya Johansson    | Sundsvalls AIK | Sally Malmgren   | Skurups SK     |
| 53 kg | Ami Olsson       | Örgryte IS                  | Ellen Östman      | Umeå Brottning | Ella Jacobson    | Eskilstuna GAK |
| 57 kg | Evelina Hulthén  | Arboga AK                   | Tindra Dalmyr     | Varbergs BoIS  | Nellie Florentin | Västerås BK    |
| 62 kg | Johanna Lindborg | Helsingborgs Wrestling Team | Amelia Samuelsson | AIK Brottning  | Selma Nord       | Arboga AK      |
| 68 kg | Wilma Hoffman    | Sundsvalls AIK              | Saga Svensson     | EAI Brottning  | Tilda Wanngård   | Väsby BK       |
| 76 kg | Tindra Sjöberg   | Sundsvalls AIK              | Elvira Braun      | Klippans BK    | Alva Lehnberg    | Arboga AK      |